# Grive d'Amami
Zoothera major
Espèce
Synonymes
- Geocichla major Ogawa, 1905[1]

Statut de conservation UICN

 LC  : Préoccupation mineure
La Grive d'Amami (Zoothera major) est une espèce de passereaux de la famille des Turdidae endémique du Japon.

## Systématique
L'espèce Zoothera major a été initialement décrite en 1905 par le physicien et ornithologue Minori Ogawa (d) (1876–1908) sous le protonyme de Geocichla major, sur la base de nombreux spécimens mâles et femelles. 

## Description
Cette grive de grande taille (30 cm), aux motifs très voyants, ressemble à la Grive dama (Zoothera dauma). Elle est brun-olive à chamois pour les parties supérieures et blanchâtre avec des gros motifs en écailles noirs en dessous. Elle a douze plumes à la queue. La Grive dama est plus petite et a quatorze plumes à la queue. Elle a un chant similaire à celui de la Grive de Sibérie (Geokichla sibirica).

## Répartition et habitat
Elle est endémique aux îles Amami-Ōshima et Kakeroma-jima dans le Nord de l'archipel Nansei au Japon.
Elle vit dans les forêts sempervirentes des vallées humides entre 100 et 400 m d'altitude.

## Alimentation
Son régime alimentaire comprend des invertébrés et des fruits.

## Reproduction
La période de reproduction a lieu entre mai et juin. La femelle pond 3 à 4 œufs.

## Population et conservation
Cet oiseau est en voie de disparition en raison de la déforestation. La population actuelle est estimée à 2 513 individus adultes. 
Des zones de forêts ont été protégées par le gouvernement à des fins de conservation de cette espèce et du Geai de Lidth[réf. souhaitée].

## Publication originale
- M. Ogawa, « Notes on Mr. Alan Owston's Collection of Birds from the Islands lying between Kiushu and Formosa (With Descriptions of Three New Species and Three New Subspecies) », Annotationes zoologicae Japonenses, Tokyo (d), Inconnu, vol. 5, no 4,‎ 28 juillet 1905, p. 175-232 (ISSN 0003-5092, OCLC 1481445, lire en ligne).